# Buciumi (Sălaj)
Buciumi è un comune della Romania di 2 630 abitanti, ubicato nel distretto di Sălaj, nella regione storica della Transilvania.
Il comune è formato dall'unione di 6 villaggi: Bodia, Bogdana, Buciumi, Huta, Răstolț, Sângeorgiu de Meseș.